# Língua pular
Pular (pulaar) é uma língua fula falada principalmente como um língua nativa pelos fulas e tuculores no vale do Rio Senegal, área tradicionalmente conhecida como Futa Toro e ao sul e leste mais adiante. Falantes de pular vivem no Senegal, Mauritania, the Gambia, e no ocidente de Mali.
Pular não deve ser confundida com o pular falado na Guiné (incluindo a região Futa Jalom).